# Stade équestre du Sichon
Le stade équestre du Sichon est un équipement sportif spécialisé dans la pratique des sports équestres, situé à Vichy, dans le département de l'Allier, en région Auvergne-Rhône-Alpes.

## Localisation
Le stade équestre est situé au 106 rue Jean-Jaurès, sur le territoire communal de Vichy, dans le département de l'Allier, en région Auvergne-Rhône-Alpes, au sud de la rivière le Sichon qui doit son nom à l'équipement sportif.

## Historique

### Création du stade
Les premières courses hippiques se déroulent près de Vichy dès 1875, à l'initiative du baron Charles de Veauce, sénateur de l'Allier et ami du duc de Morny. Elles sont organisées par la Compagnie fermière sur de vastes terrains à Bellerive-sur-Allier, sur la rive gauche de l'Allier. L'hippodrome de Bellerive y est aménagé et accueille depuis lors des courses hippiques. Parallèlement, un autre terrain est aménagé à Vichy même, afin d'organiser des concours hippiques, principalement de sauts d'obstacles. En effet, en 1885, le président du concours de Lyon de la Société hippique française (SHF), propose de transférer à Vichy le concours du sud-est. La ville accepte et s'engage à voter annuellement une subvention pour l'organisation du concours. On choisit un terrain au nord de la ville, en bordure du Sichon. Des travaux de nivellement du sol sont effectués, puis des plans d'aménagement sont établis par Albert Thomas, un des architectes du palais de l'Industrie à Paris. Une piste de 600 m, d'abord en gazon, contourne une pelouse dont elle est séparée par une barrière rustique. L'architecte vichyssois Henri Décoret conçoit la construction de tribunes et de porches d'entrée et de sortie, accompagnés de bâtiments pour l'administration et le logement du gardien. Des concours nationaux et internationaux de sauts d'obstacles, ainsi que d'autres concours de chevaux, se déroulent tous les ans dans ce stade à partir de 1887 et depuis lors. À certaines époques, le terrain fut également utilisé comme vélodrome et des courses d'ânes attelés, des exercices de chiens de chasse et autres spectacles y étaient organisés. D'abord loué à la SHF, le stade a été acquis par celle-ci en 1896.

### Le stade pendant la Seconde Guerre mondiale
Durant la Seconde Guerre mondiale, le stade équestre a tenu d'autres rôles : camp de réfugiés, centre pour les gardes mobiles et centre d'épuration.
Un camp de réfugiés est installé en 1939. Des réfugiés venant du nord et de l'est de la France s'y installent. Entre mai et décembre 1940, plus de 30 000 personnes se sont réfugiées à Vichy, ville réputée par sa grande capacité hôtelière.
De 1941 à 1944, il est réquisitionné par le gouvernement de Pétain « pour abriter les gardes mobiles de réserve ».
En 1944, il est réquisitionné par le Comité de libération. Plusieurs personnalités — hommes politiques, hauts fonctionnaires, journalistes ou « des gens modestes en contact avec l'ennemi dans leur vie quotidienne » — sont arrêtées, dont Xavier Vallat, commissaire général aux questions juives, et Jacques Chevalier, ministre de l'Éducation nationale. Des « épurés » sont transférés du château des Brosses (à Bellerive-sur-Allier) au stade équestre, « plus facile à surveiller et à défendre ». Le camp est dissous à l'été 1945 et l'intendance militaire a dû verser quatre millions d'anciens francs à la Société hippique française pour remettre en état le stade équestre, où les courses peuvent reprendre en 1947.

### Rénovation et protection
La piste en herbe du stade équestre, une des dernières en Europe, a longtemps été vantée mais son utilisation intensive pendant les compétitions la rendait dangereuse.
En 2018, le stade équestre est modernisé. La piste en herbe est remplacée par une piste en sable fibré, afin de permettre une utilisation plus longue du site (notamment en cas d'intempéries ou d'événements supplémentaires), « d'éviter la dégradation par le passage des chevaux » et « d'augmenter la fréquentation », selon le service des espaces verts de Vichy Communauté. Un manège devrait être ajouté afin d'accueillir des compétitions durant la mauvaise saison, et une guinguette pourrait voir le jour en vue de la rénovation des berges du Sichon. Les travaux coûtent 2 300 000 € hors taxes, avec des subventions de la région, du département et du Fonds éperon.
Il est inscrit partiellement au titre des monuments historiques par arrêté du 20 juillet 2022. Sont protégés les tribunes, le porche et les pavillons d'entrée du stade équestre du Sichon situés au 106 rue Jean-Jaurès.

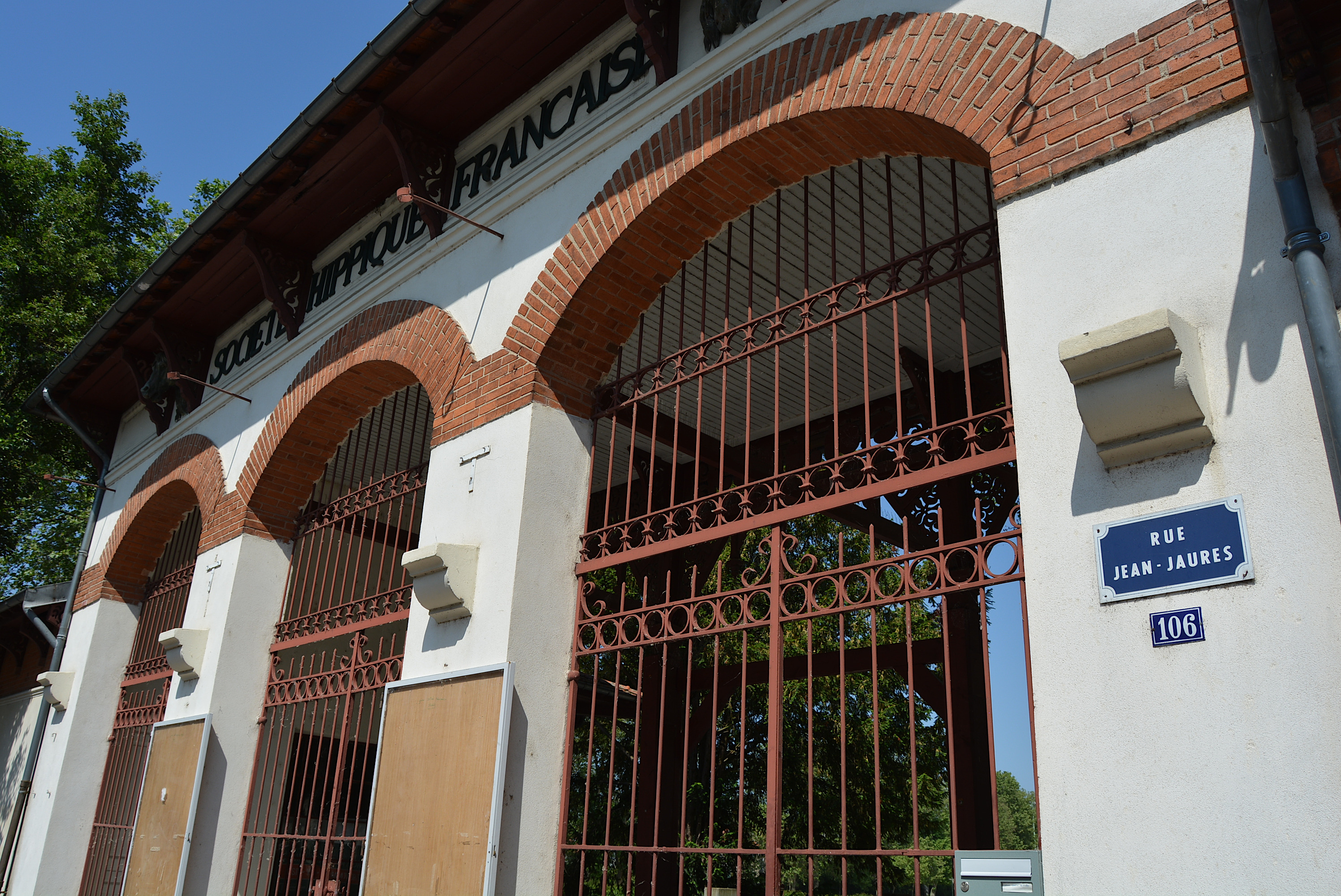
Porche.
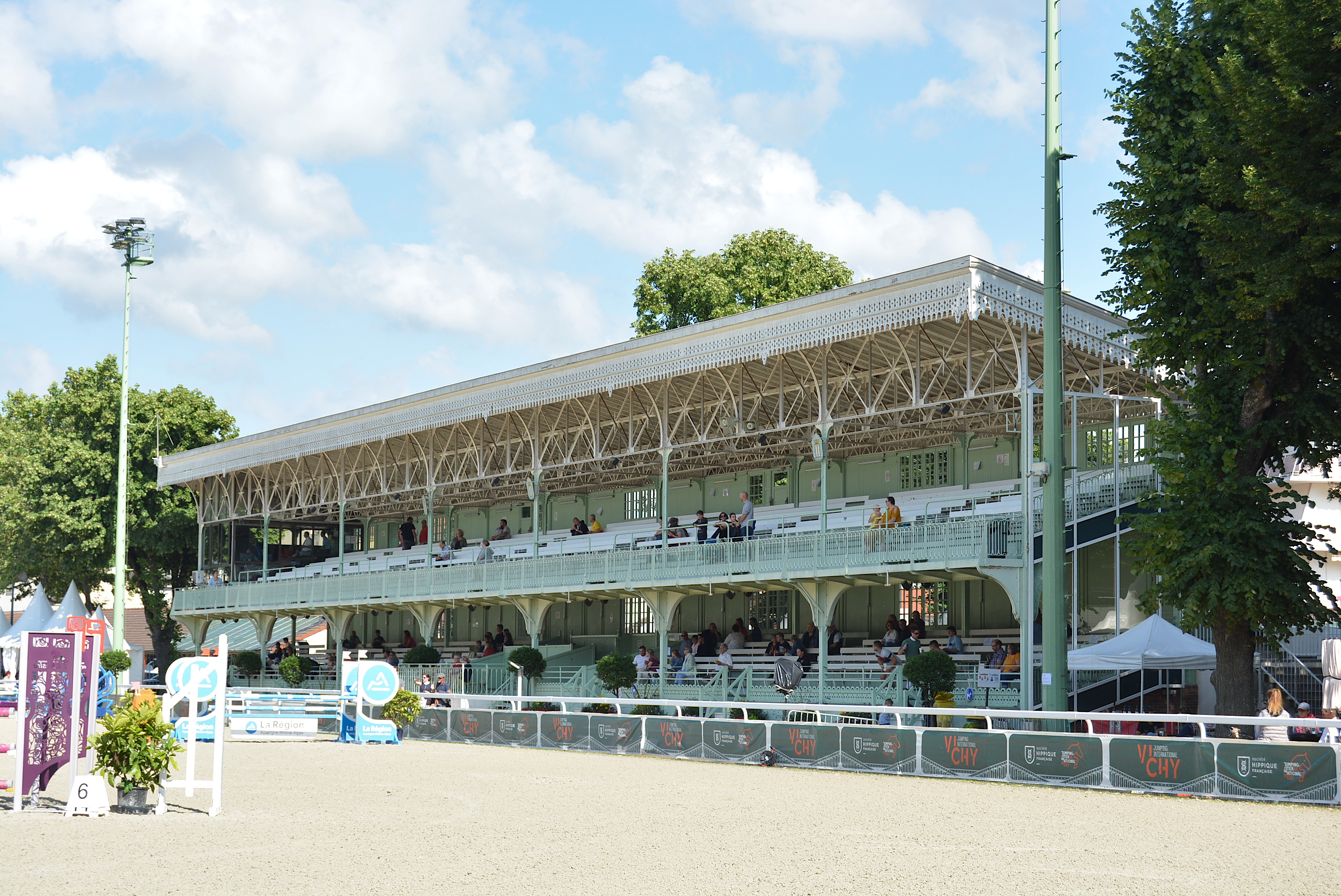
Tribune.

## Description
Entouré d'un mur de clôture, le champ de course est disposé perpendiculairement à la rue Jean-Jaurès. L'entrée se fait par un porche monumental à trois arches couvertes d'arcs cintrés à parement de brique et fermées par une grille. En partie haute, sont scellées deux têtes de cheval en fonte. Au revers, la structure repose sur des poteaux en bois soutenant la toiture. De part et d'autre du portail, s'élèvent deux bâtiments bas d'accueil. Le champ de course est longé sur un côté par une tribune à deux niveaux portant des gradins. La paroi du fond est pleine alors que la face sur le champ de course est rythmée par de fins poteaux soutenant le 2e niveau et la toiture. La partie haute est ornée d'un réseau d'armatures métalliques et, au bord du toit, de lambrequins.
Le stade se compose d'une piste de courses de 600 mètres en sable autour du terrain de concours de saut d'obstacles.

## Gestion
Le stade équestre du Sichon est géré par la communauté d'agglomération Vichy Communauté. Il est déclaré d'intérêt communautaire par une délibération du conseil communautaire du 16 novembre 2017,.
Le site, sous-occupé en 2015 avec seulement vingt jours d'utilisation par an, la communauté d'agglomération a décidé, en 2017, de développer le stade équestre « sur la base d'objectifs à la fois sportifs, touristiques et sociaux » et projette « d'intensifier l'organisation de compétitions, à accueillir des stages sportifs et d'élevage, des regroupements de formateurs handisports et handicheval, et à ouvrir le site à diverses autres organisations festives pour des pratiques ludiques, sportives et culturelles ». Selon Philippe Costelle, directeur du centre omnisports dont dépend le site, le stade est occupé cent jours sur les huit mois d'occupation en 2023.
Un bail emphytéotique a été signé le 30 juin 1978 entre la Société hippique française et la ville de Vichy pour trente ans, reconduit par acte notarié du 7 décembre 1992, prolongeant ce bail jusqu'au 30 juin 2038.

## Compétitions
Il accueille des compétitions de saut d'obstacles et de dressage ainsi que des concours d'élevage et d'agility.
- Concours international de Vichy (Jumping International) : créé en 1924, il accueille des épreuves préparatoires aux Jeux olympiques, et a lieu chaque année (sauf en 2010, en raison de la rénovation du terrain)[10]. Il s'agit de la seule épreuve internationale de saut d'obstacles en Auvergne, qui accueille près de 150 cavaliers (en 2023) dont des champions de France et des médaillés olympiques[11].
- Grand national de Vichy, une des treize étapes de concours de saut d'obstacles, de dressage, de vitesse et des concours complets[12]. La compétition comprend dix-sept concours, délivre dix grands prix et accueille mille chevaux[1].
- Concours régional de dressage.
- Championnat de France de pur-sang arabe.

Le stade équestre du Sichon a accueilli, les 8 et 9 juin 2023, les épreuves d'équitation des Jeux globaux de 2023, une compétition internationale de sport adapté.[réf. souhaitée]